# Wannseekonferencen
Die Endlösung (der Judenfrage), tysk for 'endelig løsning (af jødespørgsmålet)', var nazisternes plan om at fjerne alle jøder i Europa. Den blev vedtaget på Wannseekonferencen, der egentlig var planlagt at finde sted 9. december 1941, men blev udsat med kort varsel, og fandt sted 20. januar 1942.

## Referatet
Under slaget om Moskva blev det i januar 1942 klart, at det ikke ville blive muligt at slippe for jøder og andre "uønskede" ved - som planlagt - at forflytte dem langt ind i Rusland. Konferencens mødereferater om jødernes endelige skæbne indeholder eufemismerne "evakuering" og "forflyttelse". Den tidligere plan om "territoriel løsning" var helt forladt; nu taltes der om en "endelig løsning", og for første gang mærkes en uudtalt panik for at gå glip af den mulighed for en etnisk  udrensning, krigen østpå havde åbnet.
I marts 1947 under Nürnbergprocessen gjorde Robert Kempner (1899-1993) en opdagelse af stor betydning. Som jurist i Berlin havde han deltaget i efterforskningen og retsforfølgelsen af Hitler og Wilhelm Frick i 1924 efter ølkælderkuppet og anbefalet, at DNSAP blev opløst; pga sin jødiske baggrund var han senere flygtet til USA.
Blandt bjergene af dokumenter, nazisterne efterlod sig, vakte en forside Kempners nysgerrighed. Et stempel med rødt blæk lyste fra omslaget: geheime Reichssache (= "hemmelig rigssag"). Det drejede sig om 15 sider med titlen "mødereferat", tjenligt som bevis for den systematiske udryddelse af de europæiske jøder. Det var et referat fra Wannseekonferencen, eksemplar nr 16 i en serie på 30. Invasionen i Rusland sommeren 1941 indlemmede millioner af ikke-tyske jøder i Nazityskland. At deportere 11 millioner jøder ville være en umulighed. Skulle man skaffe sig af med jøderne, måtte det ske på langt mere brutalt vis end ved en omflytning. Referatet omtaler ingen konkrete metoder, men under sin retssag i Jerusalem i 1961 fortalte Adolf Eichmann, at "forskellige drabsmetoder blev diskuteret". 
Martin Luthers kopi af mødereferatet var det eneste, der var bevaret efter krigen. Fundet af det gjorde for første gang de allierede opmærksomme på konferencen, samt et senere møde 6. marts 1942. Referatet fra Wannseekonferencen var nedskrevet af Eichmann, som kamuflerede det påtænkte folkemord bag omskrivninger og eufemismer. Protokollen er ikke en faktisk udskrift af referatet, men en udgave redigeret af Heydrich og senere fordelt til deltagerne. Mødet, ledet af Heydrich selv, begyndte med hans gennemgåelse af nazisternes restriktioner mod jøderne frem til 1941. Først skulle jøderne fjernes fra ethvert område i det tyske folks liv; dernæst en fordrivelse af jøder fra det tyske folks "livsrum", og til sidst "en ny løsning", at evakuere jøderne østpå. Disse steg blev anset som rent midlertidige forholdsregler, men ikke desto mindre "af stor betydning for den kommende endelige løsning af det jødiske spørgsmål".
I stedet for udtryk som Ermordung (= mord) anvendtes eufemismer som natürliche Verminderung (= naturlig afgang), entsprechende Behandlung (= passende behandling), Lösung von Problemen (= problemløsninger) og ikke mindst Endlösung der Judenfrage (= endelig løsning på det jødiske spørgsmål). Et eksempel er følgende afsnit: "I løbet af den endelige løsning og under passende vejledning, skal jøderne på passende vis sættes i arbejde østpå. I store arbejdsbrigader og adskilt efter køn skal arbejdsdygtige jøder sendes til disse områder for at bygge veje, hvorved et stor antal utvivlsomt falder fra ved naturlig afgang. De, der muligvis klarer sig i sidste ende, må gives passende behandling, fordi de utvivlsomt vil repræsentere de mest modstandsdygtige segmenter, og derfor udgør en naturlig elite, der - hvis den fik lov til at gå fri - ville forvandles til en spire til fornyet jødisk genoplivning."
Martin Luther anbefalede en udsættelse af Endlösung i de nordiske lande, udtrykt sådan i den officielle protokol fra konferencen: "Understatssekretær Luther meddelte hertil, at der ville dukke vanskeligheder op ved en grundig behandling af dette problem i nogle lande, således i de nordiske stater, og at det derfor anbefales at stille disse lande i bero i første omgang. Desuden, med tanke på det lille antal jøder, det drejer sig om, vil dette ikke udgøre nogen videre forskel." 

## Deltagerlisten
1. Reinhard Heydrich – chef for RSHA, vicerigsprotektor for Böhmen og Mähren (formand)
2. Dr. Josef Bühler – statssekretær i Generalguvernementet Polen
3. Adolf Eichmann – chef for RSHA Amt IV B 4 (referent)
4. Dr. Roland Freisler – statssekretær i Justitsministeriet
5. Otto Hofmann – chef for SS RuSHA (Race og Bopæl)
6. Dr. Gerhard Klopfer – NSDAPs hovedkontor, ministerialdirektør
7. Friedrich Wilhelm Kritzinger – ministerialdirektør i Rigskancelliet
8. Dr. Rudolf Lange – stabschef for Einsatzgruppe A
9. Dr. Georg Leibbrandt – ministerialdirektør i Rigsministeriet for de Okkuperede Østlige Territorier
10. Martin Luther – understatssekretær i Udenrigsministeriet i Afrika Centrum
11. Dr. Alfred Meyer – statssekretær i Rigsministeriet for de Okkuperede Østlige Territorier
12. Heinrich Müller – chef for RSHA Amt IV (Gestapo)
13. Erich Neumann – statssekretær for den befuldmægtigede for 4-års planen
14. Dr. jur. Karl Eberhard Schöngarth – SS Brigadeführer, Generalmajor SIPO og BdS i Generalguvernementet Polen, her under leder af Einsatzgruppen
15. Dr. Wilhelm Stuckart – statssekretær i Indenrigsministeriet

## I kunsten
Den norske maler Vebjørn Sand har skildret sit indtryk af konferencen i et maleri. Da konferencen fandt sted, var det stadigvæk halvvejs vinter, mens Sand skildrer mødet i en sommerlig idyl for at skabe kontrast. Tyske gallerier har ikke ønsket at udstille malerierne. 